# Wacho
Wacho (sau Waccho; probabil Waldchis), (n. secolul al V-lea d.Hr. – d. 540 d.Hr.) a fost rege al longobarzilor anterior pătrunderii longobarzilor în Italia, începând de la o dată necunoscută (probabil din jur de 510) până la moarte.
Tatăl lui Wacho s-a numit Unichis, iar Wacho a uzurpat tronul longobard ca urmare a asasinării unchiului său, regele Tato. Ildchis, fiul lui Tato (și ocupantul legitim al tronului) s-a luptat cu Wacho, însă a fost nevoit să caute refugiu în rândul gepizilor, murind printre aceștia. În ceea cel îl privește, se mai știe despre Wacho că ar fi întreținut relații bune cu francii.
Wacho a fost căsătorit în trei rânduri. Prima sa căsătorie a fost cu Radegunda, fiica regelui Bisinus al thuringienilor. A doua soție a sa a fost Austrigusa, din neamul gepizilor și din al cărei nume se poate presupune o origine pe linie maternă din neamul ostrogoților.  Cu Austrigusa, Wacho a avut două fiice: Wisigarda (căsătorită ulterior cu regele franc Theudebert I al Austriasiei) și Waldrad (căsătorită succesiv cu francii Theudebald de Austrasia, Chlothar I și cu Garibald I de Bavaria). A treia soție a regelui Wacho s-a numit Silinga, din neamul herulilor, care i-a dat singurul său urmaș pe linie masculină, Waltari, care i-a și succedat.